# Municipio de Marion (condado de Sebastian)
El municipio de Marion (en inglés: Marion Township) es un municipio ubicado en el condado de Sebastian en el estado estadounidense de Arkansas. En el año 2010 tenía una población de 4689 habitantes y una densidad poblacional de 82,53 personas por km².

## Geografía
El municipio de Marion se encuentra ubicado en las coordenadas 35°15′11″N 94°22′38″O / 35.25306, -94.37722. Según la Oficina del Censo de los Estados Unidos, el municipio tiene una superficie total de 56.82 km², de la cual 56,29 km² corresponden a tierra firme y (0,92 %) 0,52 km² es agua.

## Demografía
Según el censo de 2010, había 4689 personas residiendo en el municipio de Marion. La densidad de población era de 82,53 hab./km². De los 4689 habitantes, el municipio de Marion estaba compuesto por el 93,35 % blancos, el 0,55 % eran afroamericanos, el 1,45 % eran amerindios, el 2,54 % eran asiáticos, el 0,28 % eran de otras razas y el 1,83 % eran de una mezcla de razas. Del total de la población el 1,92 % eran hispanos o latinos de cualquier raza.